# Miguel Alemán Valdez, Chiapas
Miguel Alemán Valdez är en ort i Mexiko.   Den ligger i kommunen Pijijiapan och delstaten Chiapas, i den sydöstra delen av landet, 800 km sydost om huvudstaden Mexico City. Miguel Alemán Valdez ligger 49 meter över havet och antalet invånare är 794.
Terrängen runt Miguel Alemán Valdez är varierad. Runt Miguel Alemán Valdez är det ganska glesbefolkat, med 27 invånare per kvadratkilometer. Närmaste större samhälle är Mapastepec, 17,3 km sydost om Miguel Alemán Valdez. Trakten runt Miguel Alemán Valdez består till största delen av jordbruksmark.